# فلكي شيرواني
محمد فلكي (1107–1155)، المعروف باسم فلكي شيرواني كان شاعرًا خدم في بلاط شيروانشاه منشهر الثالث الشيرواني (حكم 1120 - بعد 1160). كان فلكي أحد طلاب الشاعر الخاقاني، ومن المعروف أنه ألف ديوانًا فارسيًا (مجموعة من القصائد)، وقد نجا منه 1512 بيتًا. لعب دورًا رائدًا في التطوير المبكر الحبسيات (شعر السجن)، وهو نوع أدبي في الأدب الفارسي.
مثل غيره من شعراء عصره، سُجن فلكي بسبب الافتراء الذي نشره منافسوه. ويعتقد أن فلكي توفي بعد فترة وجيزة من إطلاق سراحه نتيجة للضغوط التي تعرض لها هناك.

## سيرته
هو من أصل فارسي،  ولد فلكي شيرواني في عام 1107 في مدينة شماخي في شيروان، وهي منطقة تقع الآن في أذربيجان الحالية. كانت المدينة بمثابة عاصمة لحكام شيروان، الشروانشاهيين. يسمي الفلكي نفسه في عمله "محمد الفلكي"، لكن بعض تذكيراته تشير إليه بأسماء أخرى، مثل أبو النظام جلال الدين، أو أفصح الدين، أو نجم الدين، أو مؤيد الدين عثمان. "فلكي" كان اسمه المستعار، أما اسمه الحقيقي فهو محمد، وفلكي هي بسبب كونه "عالم فلك" وذكر الشاعر الخاقاني أن فلكي كان "على علم بأسرار المجالات التسعة"، فيمكن أن نستنتج أن فلكي كان عالم فلك محترف. ومع ذلك، ربما كان هذا أيضًا تلاعبًا بالألفاظ من الخاقاني. كان الفلكي تلميذًا للخاقاني رغم كبر سنه.
وفقًا لقصة رواها كتاب السيرة اللاحقون مثل دولت شاه سمرقندي، كان كل من الفلكي والخاقاني من طلاب الشاعر أبو العلاء الكنجوي. وتزوج الخاقاني ابنة أبي الأعلى الكنجوي، وأعطي فلكي عشرين ألف درهم، فخذله. أخبر أبو العلاء الكنجوي فلكي أنه بهذا المال يستطيع شراء خمسين جارية تركية أجمل من زوجة الخاقاني الجديدة. لا تعتبر عالمة الشؤون الإيرانية آنا ليفيا بيليرت هذه القصة حقيقية، وتجادل بأنه لم يتم ذكر أي أجزاء منها في كتابات خاقاني، التي تذكر كل من فلكي وأبو الأعلى الكنجوي. كان لفلكي زوجة توفيت بعد فترة قصيرة من ولادة ابنتهما. كما توفي أقاربه المتبقون (باستثناء ابنته). مثل الخاقاني وأبو العلاء الكنجوي، عمل الفلكي شاعر بلاط في بلاط شيروانشاه مانوشهر الثالث (حكم 1120 - بعد 1160).
مثل الشعراء الآخرين في عصره (خاقاني، مجير الدين البيلقاني ، وربما أبو العلاء الكنجوي)، سُجن الفلكي بسبب التشهير الذي نشره منافسوه. وقد سُجن في قلعة شبران، حيث بقي فيها مدة من الزمن. بعد إطلاق سراحه، كتب فلكي قصيدة ادعى فيها أن حبسه كاد أن يقتله ولم يترك سوى "هيكل عظمي". ومن غير المؤكد ما إذا كان قد سُمح لفلكي بالعودة إلى البلاط الملكي أم لا. وأشار الباحث الهندي هادي حسن إلى أن الخاقاني ذكر أن وفاة فلكي كانت "سابقة لأوانها"، واعتبر أنه من الأكثر ترجيحًا أن فلكي توفي بعدها بفترة قصيرة نتيجة للضغوط التي تحملها أثناء سجنه.
ولم يرد ذكر وفاة منوشهر الثالث في كتابات فلكي، مما يدل على أن فلكي توفي قبله. وبناءً على ذلك، رفض المؤرخ فرانسوا دي بلوا اقتراح مؤلفين مثل تقي كاشي بأن فلكي توفي في عام 1181/82. يعتقد هادي حسن أن الفلكي توفي ق. 1155 في شيروان. وبحسب تقي كاشي، فقد دُفن الفلكي في الشماخي. وقد أهدى الخاقاني له رثاءً.

## أعماله

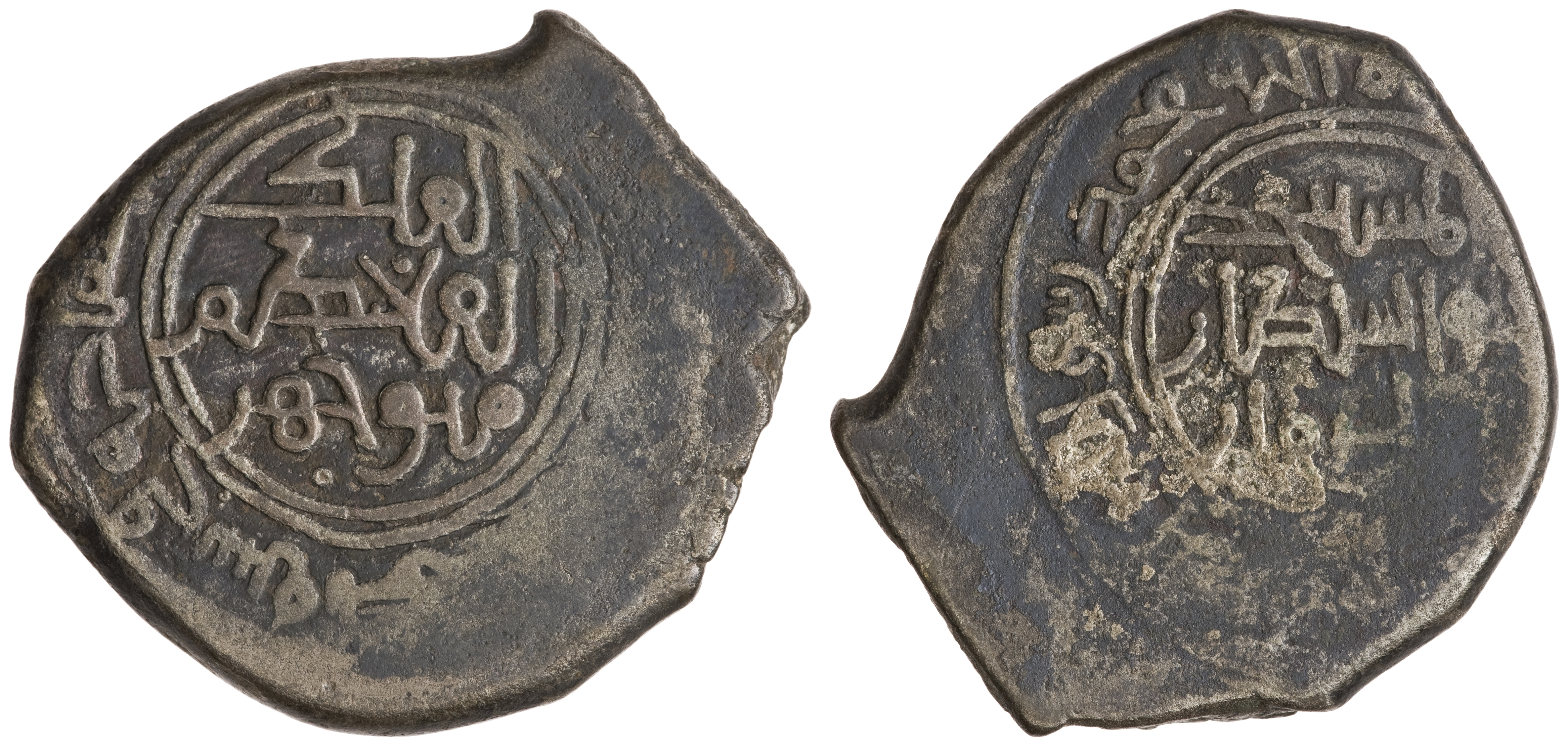
عملة شيروانشاه منوچهر الثالث، سُكّت في شماخي بين عامي 1120 و1160

ومن المعروف أن فلكي قد ألف ديوانًا فارسيًا (مجموعة من القصائد)، وقد نجا منه 1512 بيتًا. في عام 1929 نشر هادي حسن مجموعته الشعرية لفلكي والتي جمعها من مختارات في ميونيخ والشعر الذي أشار إليه في أعمال أخرى. في عام 1958، نشر نسخة محدثة بناءً على قصائد تم العثور عليها حديثًا في مخطوطة من مدراس ونسخة منقحة من مجموعته السابقة. الحاكم الوحيد الذي يظهر في عمل فلكي هو منوچهر الثالث، الذي يصفه فلكي في العديد من السيناريوهات، مثل انتصاره على الآلان و"الخزر"(القبجاق)، وكيف استولى على أجزاء من أران، وكيف بنى مدينتي كاردينان وسعدون، وكيف أعاد بناء سد باكيلاني.
فلكي هو أول ملحن شيرواني معروف في نوع الحبسيات (شعر السجن)، ولعب أيضًا دور في تطويرها المبكر. هناك ثلاث كلمات مهمة في هذا النوع: الغام (الحزن)، والمهناة (البلاء)، والرانج (المعاناة). بدأت هذه الكلمات في تمييز نفسها عن بعضها البعض في المرحلة المبكرة من تطور الحبسيات. غام يقدم استقالته القاتمة. ينقل ميهنت الظلم الدائم المرتبط بحالة عالمية. بدأ الشعراء في شيروان باستخدام كلمة "مهنت" للتعبير عن نفس التعب الجسدي مثل كلمة "رانج" المقابلة لها. وقد جمع هذا المعجم أول مرة فلكي:
أغرق في هذا الضيق [مهنت]، لدرجة أنني لا أهتم [غام] بهذا العذاب الذي لا ينتهي [رانج].

أٌنشئ نوع الشعر السجني من الشاعر الفارسي الغزنوي، مسعود سعد سلمان،  والذي ادعى فلكي أنه أقل منه من حيث الأسلوب. أظهر فلكي قلقًا بشأن النفوذ، محاولًا جعل إنجازات مسعود سعد سلمان تبدو أقل أهمية، بينما استخدم أيضًا النوع التجاري الأخير. وترى المؤرخة ريبيكا غولد [الإنجليزية] أن تأثير فلكي في شعر السجن كان ضئيلًا بالمقارنة بتأثير مسعود سعد سلمان، لكنها تؤكد أنه لا يزال يلعب دورًا مهمًا في هذا النوع، حيث ساهم في انتقاله الجغرافي عبر الأجيال.
اعتبر الفلكي نفسه على نفس مستوى أبي نواس (ت. 810) وأبي تمام (ت. 846)، وكان مُحبًّا للشعر العربي. اعتبر المستشرق التشيكي يان ريبكا أنه من "الغريب" أن فلكي لم يفكر في أي شاعر معاصر يستحق الذكر. كل من سلمان ساواجي (توفي عام 1376) وعصمة البخاري (توفي عام 1425/26) نسخوا أسلوب فلكي في الشعر، على الرغم من أن الأول لم يعترف بذلك أبدًا. وفقًا لجولد، فإن أعمال فلكي، وخاقاني، وأبو العلاء الكنجوي، ومجير الدين البيلقاني تدعم بشكل كامل ادعاء الأكاديميين بأن منطقة القوقاز الفارسية قد طورت تقليدًا أدبيًا مميزًا يمكن مقارنته بتقليد بخارى، وخوارزم، وخراسان.